# Dany Verissimo-Petit
Dany Verissimo-Petit, ou simplement Dany Verissimo, est une actrice française, née le 27 juin 1982. Après avoir débuté dans le X en 2001 sous le pseudonyme d'Ally Mac Tyana, elle s'est orientée dès 2002 vers une carrière non pornographique au cinéma et à la télévision, en utilisant d'abord le nom de Ally Verissimo.

## Biographie
Née d'une mère malgache et d'un père français qui se sont séparés avant sa naissance, Dany Malalatiana Terence Petit grandit « partagée entre deux mondes, celui de [son] père à Neuilly et celui de [sa] mère dans un HLM ». Elle passe une partie de son enfance entre la France, les États-Unis et le Nigéria. Elle perd tout contact avec son père à l'âge de 13 ans puis, à 17 ans, elle est « mise à la porte » par sa mère. 
Elle tente une carrière de comédienne mais ne parvient pas à décrocher de rôles. Elle déclare par la suite : « Des gens m'ont dit qu'il fallait coucher pour réussir et dans un esprit à la fois de révolte et d'agacement, j'ai voulu leur dire « Vous voulez voir mon cul ? Vous allez le voir en gros plan. » Elle envisage d'abord de faire carrière dans l'érotisme mais elle fait alors la connaissance du réalisateur de films X John B. Root, qui lui explique que, du fait de son physique atypique, elle aura davantage de succès dans la pornographie. 
Sous l'égide de John B. Root qui recrée autour d'elle ce qui lui apparait comme une nouvelle « cellule familiale », elle entame une carrière d'actrice pornographique, qui se déroule de 2001 à 2002. Pendant cette période, elle participe à des scènes X dans cinq longs-métrages, tous réalisés ou produits par John B. Root. Ce dernier la fait débuter dans le film French Beauty. Elle utilise alors le pseudonyme d'Ally Mac Tyana en référence, d’une part, à l’héroïne de la série Ally McBeal pour sa frêle corpulence, et, d’autre part, à son second prénom, Malalatiana. 
Pendant leur collaboration, John B. Root construit autour d'elle le film Ally, documentaire-fiction, qui couvre toute sa période X. N'envisageant pas une carrière à long terme dans ce secteur, elle arrête le cinéma porno au bout de seize mois. Considérant que le X a « répondu à une demande d'affection de [sa] part », elle commentera cependant : « Il n'y a pas de stars dans le porno, il n'y a que des étoiles filantes ». Dans le même temps, elle connaît un début de notoriété dans les médias grand public, étant souvent citée dans la rubrique people de Libération. Sa personnalité attire l'attention des Cahiers du cinéma, qui lui consacrent un article en décembre 2002. 
En 2002, après la fin de sa carrière pornographique, elle décide d'utiliser son nom d'épouse « Verissimo ». Elle donne naissance à une fille en 2003. Par la suite, après son divorce, elle ajoute à son nom de scène son nom de naissance, Petit. Après la fin de sa carrière X, AB Productions lui propose  d'animer deux émissions sur la chaîne XXL. Elle tourne également dans des téléfilms érotiques soft diffusés sur M6, puis tient en 2002 son premier rôle en dehors du porno dans un épisode de la série policière Brigade des mineurs, toujours diffusé sur M6. Après quelques brèves apparitions au cinéma, elle obtient en 2004 l'un des rôles principaux d'une grosse production, le film d'action Banlieue 13, produit par Luc Besson. Ce film, largement diffusé à l'étranger, la fait connaître du public et lui permet de se lancer réellement dans une carrière d'actrice non-pornographique. 
Après une première collaboration avec Bettina Rheims en 2007 pour l'exposition Héroines à la Galerie Jérôme de Noirmont, elle collabore à nouveau avec la photographe en 2010, pour une nouvelle exposition, Rose, c'est Paris.
En mai 2006, Elle la présente comme l'une des dix-huit actrices prometteuses du moment. Cette même année, elle tient aux côtés de James Wilby et Arielle Dombasle l'un des rôles principaux de Gradiva, dernier film réalisé par Alain Robbe-Grillet, présenté hors compétition à la 63e Mostra de Venise[source insuffisante].  
À partir de 2008 et pour deux saisons, elle est l'égérie de la campagne publicitaire de la marque de mode italienne Piero Guidi. Elle apparaît ensuite dans plusieurs séries télévisées, dont Section de recherches et Maison close. En 2013, elle tient son premier rôle au théâtre, sous la direction de Nicolas Briançon, dans la pièce D.A.F. Marquis de Sade, représentée à Paris au Ciné XIII Théâtre. Le site regarts.org écrit à cette occasion : « On découvre un marquis en proie à ses fantasmes, discourant avec un fantôme né de son cerveau malade incarné avec justesse par Dany Verissimo qui révèle ici, outre son physique sublime, un indéniable talent de comédienne ».

## Filmographie

### Cinéma

#### Actrice
- 2002 :  So Long Mister Monore de Éric Dahan : une invitée (sous le nom de Dany Verissimo)
- 2002 : La Sirène rouge de Olivier Megaton (apparition dans les images du générique du début, créditée sous le nom de Dany Verissimo)
- 2003 :  Les Bouchers verts de Anders Thomas Jensen (voix seulement, sous le nom de Dany Verissimo)
- 2004 : Banlieue 13 de Pierre Morel : Lola (sous le nom de Dany Verissimo)
- 2006 :  Gradiva de Alain Robbe-Grillet : Belkis, Joujou, l'Odalisque Noire (sous le nom de Dany Verissimo)
- 2008 :  Les Princes de la nuit de Patrick Levy : Léa (sous le nom de Dany Verissimo)
- 2008 : Finding (court-métrage) de The Salto Brothers : Alex (sous le nom de Dany Verissimo)
- 2009 : Banlieue 13 ultimatum de Patrick Alessandrin : Lola (sous le nom de Dany Verissimo)
- 2009 : Shot List de Joe LiTrenta : Chicken (sous le nom de Dany Verissimo)
- 2011 : La Planque de Akim Isker : Nadège (sous le nom de Dany Verissimo)
- 2012 : Emprise (court-métrage) de Vincent Arnaud : la maitresse de cérémonie
- 2013 : En pays cannibale, d'Alexandre Villeret
- 2016 :  Par tous les seins (court-métrage), de Caroline Le Moing : la bimbo[13]
- 2017 : Girls with Balls d'Olivier Afonso : Dany[14]

#### Productrice
- 2008 : Finding de The Salto Brothers, avec Robert Dauney, Gabriella Wright, Terence Bulley

### Télévision

#### Téléfilms
- 2002 : Missions de charme, téléfilm érotique sur M6 de Orfeo Blanco : Sandra (sous le nom d’Ally Mac Tyana)
- 2002 : Manuela ou l’Impossible Plaisir, téléfilm érotique sur M6 de Marc Riva : Aurore (sous le nom d'Ally Verissimo)
- 2009 : La Taupe 2  de Vincenzo Marano sur TF1 : Denise (sous le nom de Dany Verissimo)
- 2010 : Rose, c'est Paris de Bettina Rheims et Serge Bramly sur Arte (sous le nom de Dany Verissimo)

#### Séries télévisées
- 2002 : Les Tropiques de l'amour (série érotique sur M6), épisodes Kanel et Le Dorlis de Luc Saint Sermin : Cannelle (sous le nom d’Ally Mac Tyana)
- 2002 : Brigade des mineurs, épisode Tacle gagnant de Miguel Courtois  : Kudrudza (sous le nom de Dany Verissimo)
- 2006 : Section de recherches saison 1, épisode Dérapages de Klaus Liebermann et Vincenzo Marano  : Armelle Chautemps (sous le nom de Dany Verissimo)
- 2010 : Boulevard du Palais, saison 12, épisode 1 : Un marché de dupes de Thierry Petit  : Lou (sous le nom de Dany Verissimo)
- 2010-2013 :  Maison close (série complète) - de Mabrouk El Mechri sur Canal+ et Sky Arts : Camélia (sous le nom de Dany Verissimo)
- 2011 : Julie Lescaut, saison 20, épisode Les Risques du métier : Khadija Allaoui
- 2016 : Section de recherches, saison 10, épisode 3 : Escalade de Julien Zidi  : Pauline Gaubert.
- 2016 : Alice Nevers : Le juge est une femme, saison 14, épisode 4 Rebelle d'Akim Isker  : Paloma Milan
- 2017 : Le Bureau des légendes, saison 3, épisode 8 : agent de liaison U.S.
- 2025 : La Roue du temps, saison 3, épisode 5 : Coine Din Jubai Wild Winds

### Web-série
- 2014 : En passant pécho, épisodes 5 et 6 : Pocahontas

### Clips
- 2013 : Toy Boy de Monsieur ICE
- 2014 : Kush de Set&Match

### Films pornographiques

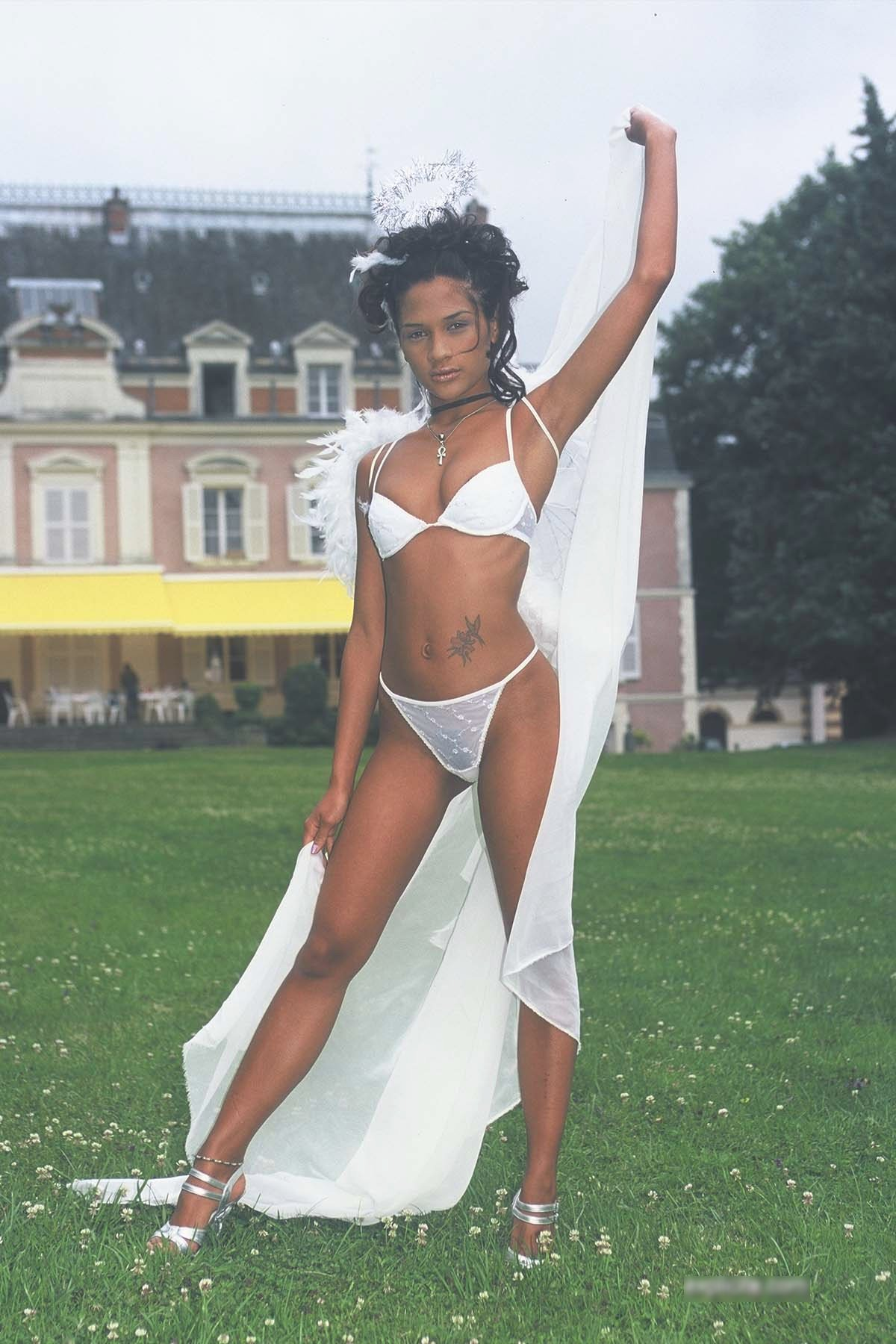
Ally Mac Tyana sur le tournage du film pornographique Ally.

Pour les films pornographiques, elle est toujours créditée sous le nom d'Ally Mac Tyana.
- 2001 : French Beauty de John B. Root
- 2001 :  Orgasmus de Loulou (caméo, rôle non sexuel)
- 2001 :  Destroy Sex de Patrick David
- 2001 : Explicite de John B. Root
- 2002 : Xperiment de John B. Root
- 2002 : Ally de John B. Root
- 2002 : Une nuit au bordel de John B. Root (caméo, rôle non sexuel ; également assistante réalisatrice)

## Théâtre
- 2013 : D.A.F. Marquis de Sade, de Pierre-Alain Leleu, mise en scène de Nicolas Briançon au Théâtre 13, Paris[15].
- 2018 : Hard, de Bruno Gaccio d'après la série télévisée éponyme de Cathy Verney, mise en scène de  Nicolas Briançon au Théâtre de la Renaissance, Paris[16]

## Modèle photo dans des livres d'art
- Bettina Rheims et Serge Bramly (préf. Catherine Millet), Heroines, Schirmer/Mosel, 2007, 134 p. (ISBN 978-3-8296-0298-3), p. 100
- Éric Dahan, Night Reporter, Paris, Somogy Éditions d'art, mars 2007, 320 p. (ISBN 978-2-7572-0030-8), p. 222
- Bettina Rheims et Serge Bramly, Rose, c'est Paris : grand sérial mystérieux, Paris, Taschen, 2011, 386 p. (ISBN 978-3-8365-2785-9), p. 134-135, 225, 232-233, 313, 318-319, 378-379